# Zwartkapsibia
De zwartkapsibia (Heterophasia capistrata) is een zangvogel uit de familie Leiothrichidae.

## Kenmerken
Het verenkleed bevat roestkleurige onderdelen en een geelbruine rug. De vleugels zijn roestbruin met zwart. Hij heeft een lange staart met banden, een zwarte snavel en op de kop een zwarte kap. De lichaamslengte bedraagt 21 cm.

## Leefwijze
Deze vogel leeft van insecten en zoete bastsappen die uit boomwonden vloeien.

## Verspreiding en leefgebied
Deze soort komt voor in bossen in de Himalaya en telt drie ondersoorten:
- H. c. capistrata: de westelijke Himalaya.
- H. c. nigriceps: de centrale Himalaya.
- H. c. bayleyi: de oostelijke Himalaya.

## Status
De grootte van de populatie is niet gekwantificeerd maar de soort wordt omschreven als algemeen en wijdverspreid. Op de Rode lijst van de IUCN heeft deze soort de status niet bedreigd.